# ملعب روبين ماركوس بيرالتا
ملعب روبين ماركوس بيرالتا (بالإنجليزية: Estadio Rubén Marcos Peralta)‏ هو ملعب كرة قدم يقع في أوسورنو، تشيلي، يتسع لـ 10,800 متفرج. هو الملعب الرسمي لفريق برونفسيال أوسورنو.

## التاريخ
افتتح الملعب في 1940.